# تيتسورو يوكي
تيتسورو يوكي (باليابانية: 浮氣 哲郎) (4 أكتوبر 1971 في تشيبا في اليابان – )؛ هو لاعب كرة قدم ياباني سابق كان يلعب كلاعب وسط.

## وصلات خارجية
- تيتسورو يوكي على موقع رابطة كرة القدم اليابانية للمحترفين (اليابانية)
- تيتسورو يوكي على موقع قاعدة بيانات كرة القدم.إي يو (الإنجليزية)
- تيتسورو يوكي على موقع Soccerway.com (الإنجليزية)
- تيتسورو يوكي على موقع عالم كرة القدم.نت (الإنجليزية)